# Léon Barillot
Pour les articles homonymes, voir Barillot.
Léon Barillot (Montigny-lès-Metz, 11 octobre 1844 - Paris 17e, 8 février 1929) est un graveur, peintre animalier et paysagiste français.

## Biographie
Léon Barillot naît à Montigny-lès-Metz, en Moselle, le 11 octobre 1844. Il a une sœur cadette née en 1853, Léonie, qui sera son élève et deviendra peintre de fleurs.
À Metz, il devient dessinateur de modèles chez son père, qui possède une usine de papiers peints. Parallèlement, il suit des cours de dessin. Sur les conseils d'Auguste Migette, Barillot se rend à Paris pour poursuivre ses études artistiques et intègre l'atelier de Léon Bonnat (1833-1922), à l'école des beaux-arts de Paris. Revenu à Metz en 1870, il subit le siège, puis retourne à Paris après la Commune. Il exécute à ce moment de nombreuses gravures à l'eau-forte, travaillant entre autres pour les éditions d'Alfred Cadart, notamment les albums de L'Illustration nouvelle et de L'Eau forte en...,.
Barillot opte alors pour la nationalité française, le 9 janvier 1872, renonçant à vivre dans sa région natale annexée par l'Allemagne. Il s’installe donc à Paris, no 16 rue de La Tour-d'Auvergne, où il poursuit sa carrière artistique. Il est médaillé au salon de Paris de 1880 et de 1884. La même année, Barillot est médaillé à Londres en 1884, puis à Melbourne en 1888-1889. Peu après, il obtient la médaille d'or à l'Exposition universelle de Paris de 1889. Barillot reçoit aussi le Grand prix à l'exposition universelle de Lyon de 1895. Enfin, Barillot est fait chevalier de la Légion d'honneur le 7 mai 1895, par le ministre de l'instruction publique.
Léon Barillot meurt à Paris le 8 février 1929 à son domicile du 29 bis rue Pierre-Demours. Il est inhumé dans la 11e division au cimetière du Montparnasse.

## Son œuvre
Peintre de plein air, Barillot place des troupeaux dans ses paysages de bord de Seine, en Sologne et dans le Charolais.

## Collections publiques
- Coup de vent sur les bords de la Manche, huile sur toile, Paris, musée du Louvre
- La Barrière, huile sur toile), musée des beaux-arts de Rouen
- Le Port de Ouistreham, huile sur toile, 1888, musée de Cahors Henri-Martin
- La Vache brune, huile sur toile, musée des beaux-arts de Pau
- Les Mauvaises Herbes, huile sur toile, musée national du château de Fontainebleau
- Matinée d'octobre, huile sur toile, musée maritime de l'Ile Tatihou de Saint-Vaast-la-Hougue[9]
- Temps nuageux sur la falaise de St-Jean le Thomas, huile sur toile, Gray (Haute-Saône), musée Baron-Martin

## Salons
- Salon de 1880 : médaille de 3e classe
- Salon des artistes français de 1881, 1882 et 1883, 1884 (médaille de 2e classe) et 1886 (hors-concours)

## Expositions et récompenses
- 1884 : médaille à Londres
- 1887 : 28e Exposition des beaux-arts d'Amiens (Somme), Société des Amis des Arts de la Somme, Soir d'Automne (Haute-Marne), La Sieste
- Médaille à Melbourne en 1888-1889
- Exposition universelle de Paris de 1889 (médaille d'or)
- 1895 : grand prix de l'exposition universelle de Lyon
- 1896 : Exposition des beaux-arts de Montpellier, La Vallée de Mouzon

## Galerie

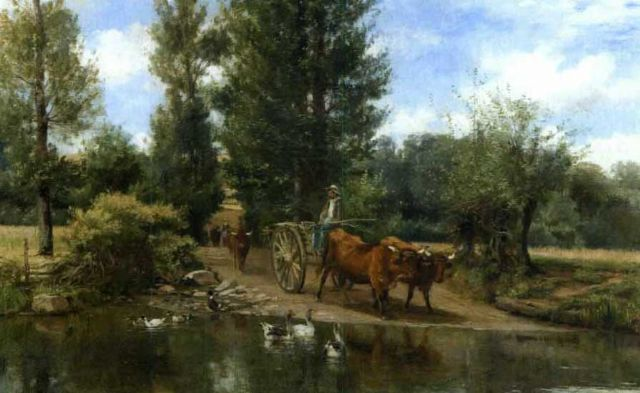
Le Gué de Caumont-Itrac, Cantal.
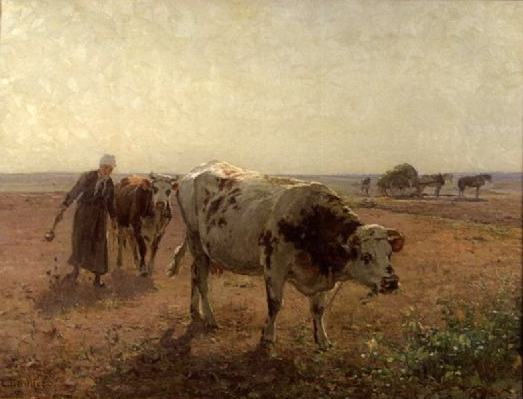
Matinée d'octobre.
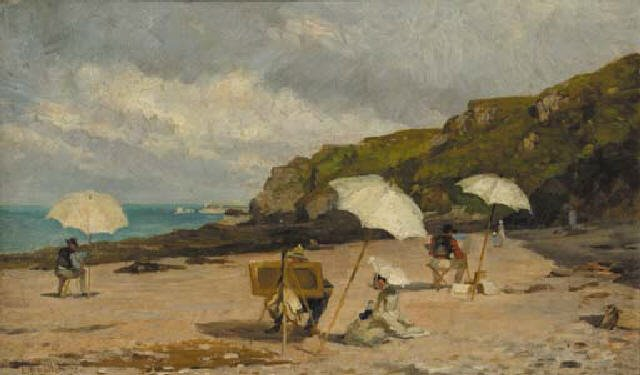
Artistes peignant sur la plage.

## Iconographie
- Étienne Carjat, Portrait de Léon Barillot, photographie[10].